# Pseudosoloe
Pseudosoloe là một chi bướm đêm thuộc họ Geometridae.